# Onni Valakari
Onni Valakari (* 18. August 1999 in Motherwell, Schottland) ist ein finnischer Fußballspieler, der seit Januar 2020 beim zypriotischen Erstligisten Paphos FC unter Vertrag steht. Der Mittelfeldspieler ist seit November 2020 finnischer Nationalspieler.

## Karriere

### Verein
Onni Valakari wurde in Motherwell, Schottland geboren, als sein Vater, der 32-fache finnische Nationalspieler Simo Valakari gerade beim lokalen Klub FC Motherwell unter Vertrag stand. Seine professionelle Karriere begann Onni 2015 bei der Reservemannschaft des finnischen Erstligisten Seinäjoen JK, in der drittklassigen Kakkonen. Dort kam er zu zwei Einsätzen. Für die erste Mannschaft, die sein Vater zu dieser Zeit betreute, debütierte er am 20. Januar 2017 beim 7:0-Heimsieg im Suomen Cup gegen die Reserveelf. Um mehr Einsatzzeiten in der ersten Mannschaft zu erhalten, wechselte er am 10. April 2017 zum Zweitligisten Turku PS. Sein erstes Tor erzielte er am 11. August, beim 1:0-Heimsieg gegen den FC Honka. Bereits eine Woche später traf er beim 4:0-Heimsieg gegen Ekenäs IF dreimal. Zum Saisonende 2017 hatte er sechs Tore und zwei Vorlagen auf dem Konto. Turku gelang in dieser Spielzeit der Aufstieg in die höchstklassige Veikkausliiga. In der folgenden Spielzeit 2018 kam er bis zu seinem Wechsel auf 16 Ligaeinsätze, in denen er vier Treffer erzielen konnte.
Am 5. August 2018 unterschrieb Valakari einen Dreijahresvertrag bei Tromsø IL, wo er wieder auf seinen Vater traf. Sein Debüt für die Gutan gab er am 10. August 2018 gegen Sandefjord Fotball. Sein erstes Tor gelang ihm am 1. September 2018 beim 4:2-Auswärtserfolg gegen Strømsgodset IF. In der Folge etablierte er sich als Stammspieler und kam bis Saisonende zu 13 Ligaspielen, in denen er zwei Mal traf. Im folgenden Spieljahr 2019 erzielte er sieben Tore in 29 Ligaspielen.
Am 30. Januar 2020 wechselte er zum zypriotischen Erstligisten Paphos FC. Bereits in seinem ersten Einsatz beim 3:0-Auswärtssieg gegen Ethnikos Achnas erzielte er einen Doppelpack. Die Saison 2019/20 wurde aufgrund der COVID-19-Pandemie bereits Anfang März abgebrochen. Bis dorthin hatte Valakari in sechs Ligaeinsätzen fünf Tore erzielt.
Am 18. Mai 2024 gewannen Valakari und Pafos den Titel des Zyprischen Fußballpokals 2023/24, nachdem sie Omonia Nikosia im Finale mit 3:0 besiegt hatten. Im August 2024 wurde Valakari bis zum Ende der Saison 2024 an den schwedischen Fotbollsallsvenskan-Verein AIK ausgeliehen, mit einer Kaufoption in Höhe von etwa 1 Million Euro. Am 21. September erzielte er sein erstes Tor in der Allsvenskan beim 1:0-Auswärtssieg gegen Kalmar FF. Nach dem Ende der Leihe war AIK an einer festen Verpflichtung Valakaris interessiert, jedoch konnten sich die Vereine nicht auf die finanziellen Rahmenbedingungen einigen, und Valakari kehrte zu Pafos zurück. Im Januar 2025 verlängerte Valakari seinen Vertrag mit Pafos bis 2027, und unterschrieb anschließend einen einjährigen Leihvertrag mit San Diego FC in der Major League Soccer, gegen eine Leihgebühr von 400.000 Euro und einer Kaufoption in Höhe von 1,5 Millionen Euro.

### Nationalmannschaft
Valakari repräsentierte sein Heimatland Finnland in U18, U19 und U21-Auswahlen.
Am 11. November 2020 gab er in einem Testspiel gegen Weltmeister Frankreich sein Debüt für die finnische Nationalmannschaft. Er stand in der Startelf und erzielte neben seinem Teamkollegen Marcus Forss, der ebenfalls sein Debütspiel bestritt, die Tore Finnlands zum 2:0-Sieg, dem ersten Sieg gegen einen amtierenden Weltmeister.
Für die Europameisterschaft 2021 wurde er – als jüngster Spieler –  in den finnischen Kader berufen, kam während des Turniers jedoch nicht zum Einsatz.

## Erfolge
- Ykkönen: 2018
- Zyprischer Fußballpokal: 2023/24